# Coelorinchus cylindricus
Coelorinchus cylindricus is een straalvinnige vissensoort uit de familie van rattenstaarten (Macrouridae). De wetenschappelijke naam van de soort is voor het eerst geldig gepubliceerd in 1997 door Iwamoto & Merrett.